# Stahovica
Stahovica este o localitate din comuna Kamnik, Slovenia, cu o populație de 187 de locuitori.